# Vinyl Theatre
Vinyl Theatre es una banda de indie rock proveniente de Milwaukee, Wisconsin formado por Keegan Calmes y Chris Senner. La banda luego incluyó a Josh Pothier y a Nick Cesarz. Antes de firmar con una compañía discográfica, ellos produjeron varios sencillos que fueron lanzados en su página de SoundCloud, conduciendo al lanzamiento de Chromatic EP en 2014. La banda firmó con Fueled by Ramen a mediados de 2014. Lanzaron su primer álbum de estudio, Electrogram, con Fueled by Ramen el 23 de septiembre de 2014. Vinyl Theatre apoyó el álbum yendo en un tour nacional por los Estados Unidos con Twenty One Pilots.
La banda dice estar influenciados por los trabajos de Death Cab For Cutie, Two Door Cinema Club, The Shins, The Killers, Young the Giant, y Twenty One Pilots.

## Miembros

### Formación actual
- Keegan Calmes - lead vocals, guitarra (2009–presente)
- Chris Senner - teclado, sintetizadores, piano, programación (2009–presente)
- Nick Cesarz - batería, percusión (2009–presente)

### Exintegrantes
- Josh Pothier - bajo (2009–2016)

## Discografía

### Álbumes de estudio
- Electrogram (2014, Fueled By Ramen)
- Origami (2017, Fueled By Ramen)
- Starcruiser (2019), Fueled By Ramen)

### EPs
- Gold (2013)
- Chromatic (2014, POST/POP RECORDS)

### Sencillos
| 2013                                    | "I Need You Here"      | —  |                |
| 2013                                    | "Summer"               | —  | Electrogram    |
| 2013                                    | "Tokyo"                | —  | Gold - EP      |
| 2014                                    | "If You Say So"        | —  | Electrogram    |
| 2014                                    | "Take Me Home"         | —  | Chromatic - EP |
| 2014                                    | "Breaking Up My Bones" | 46 | Electrogram    |
| 2017                                    | "30 Seconds"           | —  | Origami        |
| "—" denotes releases that did not chart |                        |    |                |

### Vídeos musicales
| Año  | Sencillo               | Álbum       |
| ---- | ---------------------- | ----------- |
| 2013 | "I Need You Here       |             |
| 2014 | "If You Say So"        | Electrogram |
| 2014 | "Breaking Up My Bones" | Electrogram |
| 2015 | "Gold"                 | Electrogram |
| 2016 | "Shine On"             | Electrogram |
| 2017 | "30 Seconds"           | Origami     |
| 2018 | "feel it all"          |             |